# Seroto Community
Seroto Community är en gemenskap i Lesotho.   Den ligger i distriktet Mohale's Hoek District, i den centrala delen av landet, 90 km sydost om huvudstaden Maseru.